# Sotto la stessa luna
Sotto la stessa luna è un film italiano del 2005, diretto da Carlo Luglio.

## Trama
Napoli, al campo rom del Rione Scampia due giovani devono affrontare le difficoltà di una vita senza speranza, in una realtà degradata segnata da faide criminali per il controllo del territorio e dello spaccio di droga.

## Cast
Il cast è composto in prevalenza da attori non professionisti realmente residenti a Scampia e nel campo rom. A parte Salvatore Ruocco e Francesco Di Leva, che sono attori professionisti.